# Constellation EURion

La constellation EURion, composée de cinq anneaux.

La constellation EURion est le nom donné à un agencement de symboles que l'on trouve sur de nombreux billets de banque depuis 1996. Il est destiné à être détecté par des logiciels de traitement d'image afin d'empêcher le faux-monnayage à l'aide de photocopieur. Cependant, malgré plusieurs preuves obtenues par rétro-ingénierie, la licence n'a jamais été publiée officiellement.

## Description
Le nom constellation EURion a été inventé par Markus Kuhn (en) qui a fait sa découverte en 2002 en testant un photocopieur Xerox qui refusait la copie de billets de banque. Le mot est un mot-valise formé par l'expression constellation d'Orion, dont l'agencement des étoiles est similaire, et la désignation de l'euro dans la norme ISO 4217. C'est sur les billets de 10 euros que la constellation EURion est la plus visible, mais elle peut être retrouvée sur des billets de plusieurs monnaies du monde.
La constellation d'EURion décrite par Kuhn consiste en un agencement de cinq petits cercles jaunes, verts ou orange, répété à plusieurs endroits du billet avec des orientations différentes. La simple présence de cinq cercles sur une page est suffisante pour que certains photocopieurs couleurs refusent la copie. Andrew Steer a montré ensuite que les rapports des distances entre les cercles peuvent être exprimés par des entiers simples, ce qui donne à penser[réf. nécessaire] que le modèle est destiné à être détecté facilement par des logiciels de traitement d'image.
Certaines banques intègrent étroitement le modèle dans l'ensemble du graphisme du billet. Sur les billets allemands, les cercles d'EURion étaient[Quand ?] entourés d'autres cercles concentriques intégrés à l'arrière-plan. Sur les anciens billets avec Elgar de 20 £ de la banque d'Angleterre, les cercles prennent la forme de notes de musique, alors que, sur les billets Smith de 20 £ de 2007, les cercles sont simplement disposés autour du texte £20. Sur certains billets américains, ils forment le chiffre 0 avec de petits chiffres en jaune qui indiquent la valeur du billet.
Les détails techniques au sujet de la constellation EURion sont gardés secrets par ses inventeurs et ses utilisateurs. Un brevet laisse entendre que le modèle et l'algorithme de détection ont été créés par OMRON Corporation (en), une société Japonaise d'électronique. Il n'est pas certain que cette technique ait un nom officiel. L'expression Omron anti-photocopying feature est mentionnée dans un communiqué de presse de la banque nationale indienne en août 2005. 

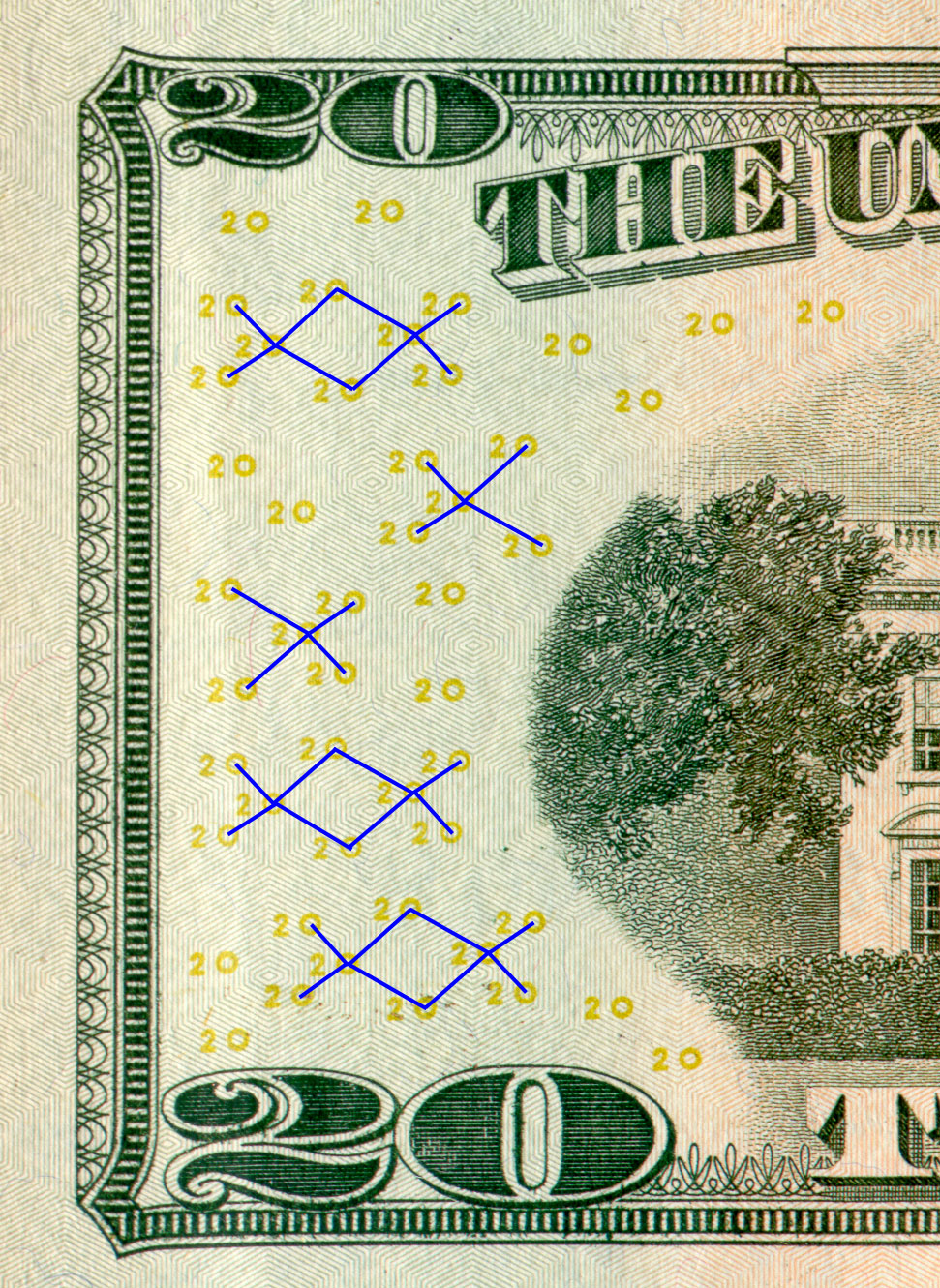
Constellations EURion mises en évidence sur un billet de 20 $ américain.

## Utilisation
La table suivante indique les billets de banque sur lesquels on retrouve la constellation EURion. Les pays dont tous les billets comportent la constellation d'EURion sont en gras.
| Code ISO 4217 | Monnaie                                | Billets comportant la constellation d'EURion | Billets sans la constellation d'EURion                                                        |
| ------------- | -------------------------------------- | --- | --------------------------------------------------------------------------------------------- |
| AMD           | Dram arménien                          | 1 000 drams (2001 et 2011), 5 000 drams (2003 et 2012), 10 000 drams (2003 et 2012), 20 000 (2007, 2009 et 2012), 100 000 drams (2009)          | 20 000 et les 50 000 drams commémoratifs                                                      |
| AWG           | Florin arubais                         | Tous (2003) |                                                                                               |
| ATS           | Schilling autrichien                   | 500 et 1 000 schillings (1997) | 20, 50, 100, et 5 000 schillings                                                              |
| AUD           | Dollar australien                      | $5 du centenaire de la fédération (2001), $5 « Nouvelle génération » (2016), $10 (2017)                                                         | Tous les autres billets                                                                       |
| BEF           | Franc belge                            | 500 francs (1998), 1 000 francs (1997), 10 000 francs (1997)                                                                                    | 100, 200, et 2 000 francs                                                                     |
| GBP           | Livre sterling                         | £5 (2002), £5 (2016), £10 (2000), £20 (1999 et 2007), £50 (2011)                                                                                | £50 (ancienne émission)                                                                       |
| BAM           | Mark convertible de Bosnie-Herzégovine | 200 marks convertibles (2002), tous (2012) | 50 fenings, 1, 5, 10, 20, 50, 100 marks convertibles                                          |
| BGN           | Lev bulgare                            | Tous (1999) |                                                                                               |
| CAD           | Dollar canadien                        | Billets de la série « L'épopée Canadienne » (2001-2006) et de la « série polymère » (2011-2015)                                                 |                                                                                               |
| XAF, XOF      | Franc CFA                              | Tous (autant le franc de la Communauté financière en Afrique que le franc de la Coopération financière en Afrique, 2003)                        |                                                                                               |
| CLP           | Peso chilien                           | 1000 (2011), 2000 (2010), 5000 (2009), 10 000 (2010), 20, 000 (2010)                                                                            | 1 000 et 2 000 pesos (ancienne version)                                                       |
| CNY           | Yuan chinois                           | ¥1 (2004), ¥5 and au dessus 2005, ¥100 (2015)                                                                                                   |                                                                                               |
| KMF           | Franc comorien                         | Tous (2005-2006) | 2 500 francs                                                                                  |
| HRK           | Kuna croate                            | 5, 10, 20 kunas (2001), 50, 100, et 200 kunas (2002)                                                                                            | 500 et 1 000 kunas                                                                            |
| CZK           | Couronne tchèque                       | 2 000 (2007), 1 000 (2008), 500 (2009), 5 000 (2009)                                                                                            | 100, 500, 1 000, 5 000                                                                        |
| DKK           | Couronne danoise                       | Tous (1997, 2002 et 2009) |                                                                                               |
| DJF           | Franc Djibouti                         | 1 000 francs (2005), 2 000 francs (2008), 10 000 francs (2009)                                                                                  | 2 000, 5 000 et 10 000 francs (émission de la Banque nationale du Djibouti)                   |
| NLG           | Florin néerlandais                     | 10 florins (1997) | 25, 50, 100, 250, 1 000 florins                                                               |
| EGP           | Livre égyptienne                       | LE 5 (2002), LE 10 (2003), LE 20 (2001), LE 50 (2001), LE 100 (2000), LE 200 (2007)                                                             | 25 piastres, 50 piastres, LE 1                                                                |
| EUR           | Euro                                   | Tous (Première série: 2002; et série "Europe": 2013 à 2019)                                                                                     |                                                                                               |
| –             | Couronne féroïenne                     | Tous (2001 et 2011) |                                                                                               |
| FRF           | Franc français                         | 100 francs (1997) | 50, 200, et 500 francs                                                                        |
| DEM           | Deutsche Mark                          | 50, 100, 200 marks (1996-2002) | 5, 10, 20, 500, 1 000 marks                                                                   |
| HUF           | Forint hongrois                        | Tous (2010), 10 000 forints (2014), 20 000 forints (2015)                                                                                       |                                                                                               |
| INR           | Roupie indienne                        | 50 (2006), 100 (2005) et 500 (2000) roupies, 500 roupies (2016), 1 000 roupies (2000), 2 000 roupies (2016)                                     | 5, 10, 20, 50 roupies (avant 2006), 100 (1996) et 500 (1997) roupies                          |
| IDR           | Roupie indonésienne                    | Tous (2016) |                                                                                               |
| JPY           | Yen japonais                           | ¥2000 (série D, 2000), série E (2004) |                                                                                               |
| KGS           | Som du Kirghizistan                    | Tous (2009-2010) |                                                                                               |
| KWD           | Dinar koweïtien                        | Tous (2014) |                                                                                               |
| MOP           | Pataca de Macao                        | Bank of China : tous (12/08/2003) |                                                                                               |
| MGA           | Ariary malgache                        | 100, 200, 500, 1 000 (2004), 2 000, 5 000, 10 000 ariarys (2008)                                                                                | 2 000, 5 000, 10 000 ariarys                                                                  |
| MXN           | Peso mexicain                          | Tous (2006-2010) | $20 (2002-2007), $50 (1996-2006), $100 (1996-2010), $200 (1996-2008), $500 (1996-2010)        |
| MAD           | Dirham marocain                        | Tous (2002 et 2013) |                                                                                               |
| NAD           | Dollar namibien                        | Tous (2012) |                                                                                               |
| ANG           | Florin des Antilles néerlandaises      | 10, 25, 50, 100 florins (1998) | 250 florins (1985)                                                                            |
| NOK           | Couronne norvégienne                   | Tous (1999 et 2017) |                                                                                               |
| PLN           | Złoty polonais                         | 10, 20, 50, 100 złotys (2014), 200 złotys (2015), 500 złotys (2017)                                                                             | Tous (1994)                                                                                   |
| RON           | Leu roumain                            | Tous (1996-2001 émission en papier), 2000 lei commémoratifs (1999), tous (2000-2004 émission en polymère), tous (2005 émission de réévaluation) |                                                                                               |
| SAR           | Riyal saoudien                         | Tous (2007 et 2016) |                                                                                               |
| SGD           | Dollar de Singapour                    | Tous (1999), S$10 et S$50 (2015) |                                                                                               |
| ZAR           | Rand sud-africain                      | Tous (2005 et 2013) | Tous (2012)                                                                                   |
| KRW           | Won sud-coréen                         | Tous (2006, 2007 et 2009) |                                                                                               |
| SKK           | Couronne slovaque                      | SKK 200, SKK 500, SKK 1 000, SKK 5 000 | SKK 100, SKK 50, SKK 20                                                                       |
| SRD           | Dollar du Suriname                     | 50 et 100 (2010) | 5, 10, 20                                                                                     |
| SZL           | Lilangeni du Swaziland                 | Tous (2010) |                                                                                               |
| SEK           | Couronne suédoise                      | 50 Kr (2006), 100 Kr (2001), 500 Kr (2001), 1 000 Kr (2006), tous (2015-2016)                                                                   | 20 Kr                                                                                         |
| CHF           | Franc suisse                           | CHF 50 (2016), CHF 20 (2017), CHF 10 (2017) | CHF 10 (1997), CHF 20 (1996), CHF 50 (1995), CHF 100 (1998), CHF 200 (1997), CHF 1 000 (1998) |
| THB           | Baht de Thaïlande                      | ฿20 (2013), ฿50 (2012), ฿70 (2016), ฿100 (2005, 2010, 2012 et 2015), ฿500 (2014 et 2016), ฿1 000 (2005 et 2015)                                 | ฿20 (2003), ฿50 (1997 et 2004), ฿100 (2004), ฿500 (2001), ฿1 000 (1999)                       |
| TND           | Dinar tunisien                         | 10 dinars (2005), 5 dinars (2008), 50 dinars (2008), 10 dinars (2013), 5 dinars (2014)                                                          | 5, 20, et 30 dinars                                                                           |
| TRY           | Livre turque                           | 20 000 000 TL (2001), 2005 et 2009 |                                                                                               |
| UGS           | Shilling ougandais                     | Tous (2010) |                                                                                               |
| AED           | Dirham des Émirats arabes unis         | 500 dirhams (2011), 50 dirhams (2012) | 5, 10, 20, 50, 100, 200, 1 000 dirhams                                                        |
| USD           | Dollar américain                       | $5 (série 2006), $10 (série 2004A), $20 (série 2004), $50 (série 2004), $100 (série 2009, 2009A, en circulation)                                | $1, $2, $100 (série 2006A)                                                                    |
| –             | Billets d'obligation zimbabwéens       | $2 (2016), $5 (2017) |                                                                                               |

## Autres méthodes de détection

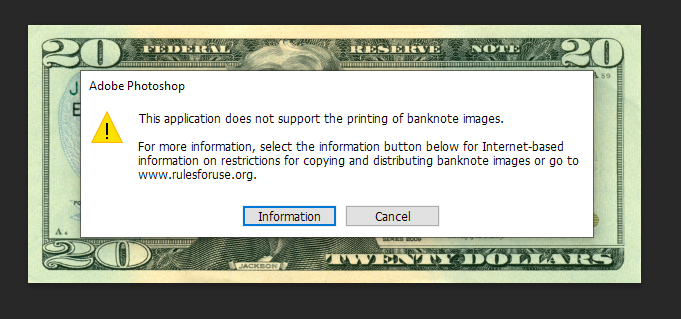
Exemple de refus de reproduction d'un logiciel d'édition d'image.

Les utilisateurs de versions récentes d'éditeurs d'images, comme Adobe Photoshop ou Paint Shop Pro ont également rapporté que ceux-ci refusaient de reproduire des billets de banque. Selon un article de Wired magazine, l'algorithme utilisé dans ces applications est appelé « Système de dissuasion de la contrefaçon » (CDS, Counterfeit Deterrence System en anglais) et a été développé par le Groupe de dissuasion de la contrefaçon des banques centrales (Central Bank Counterfeit Deterrence Group en anglais) et fourni sous forme de module binaire à Adobe. Les travaux de Steven J. Murdoch et d'autres indiquent cependant que cet algorithme ne dépend pas de la constellation EURion, mais détecte un marquage numérique dissimulé dans l'image développé par Digimarc.